# Ophiomyia obstipa
Ophiomyia obstipa este o specie de muște din genul Ophiomyia, familia Agromyzidae, descrisă de Spencer în anul 1973.
Este endemică în Florida. Conform Catalogue of Life specia Ophiomyia obstipa nu are subspecii cunoscute.